# Lasiocnemus hermanni
Lasiocnemus hermanni is een vliegensoort uit de familie van de roofvliegen (Asilidae). De wetenschappelijke naam van de soort is voor het eerst geldig gepubliceerd in 1952 door Janssens.
De soort heeft vleugels met een lengte van 9,5 tot 10,5 millimeter.
De soort komt voor in Malawi, Mozambique, Tanzania en Zambia.